# Bouddhisme en Chine
 (janvier 2017).
Si vous disposez d'ouvrages ou d'articles de référence ou si vous connaissez des sites web de qualité traitant du thème abordé ici, merci de compléter l'article en donnant les références utiles à sa vérifiabilité et en les liant à la section « Notes et références ».

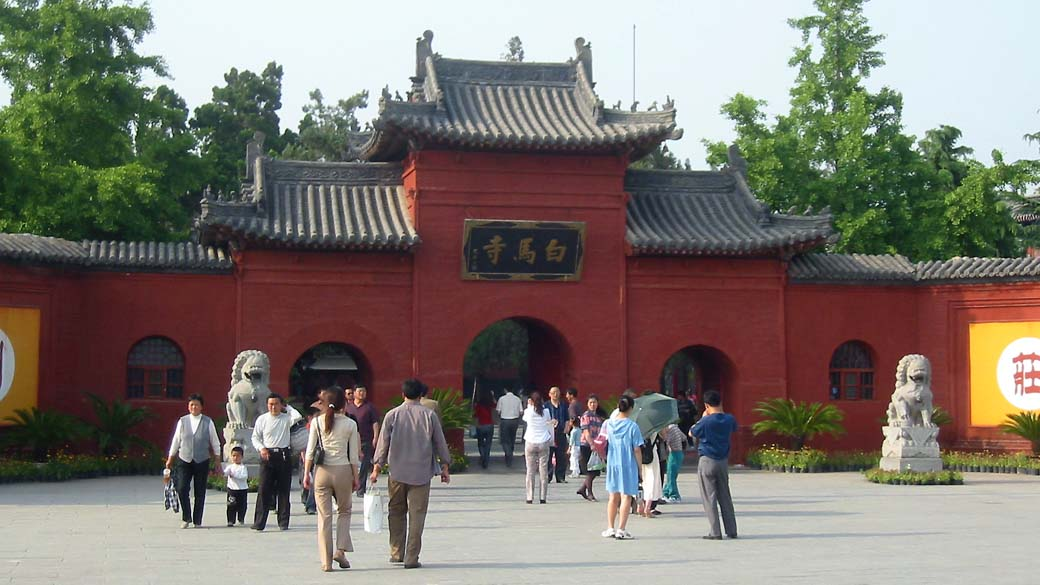
Temple du Cheval blanc de Luoyang, site du premier temple bouddhiste en Chine.

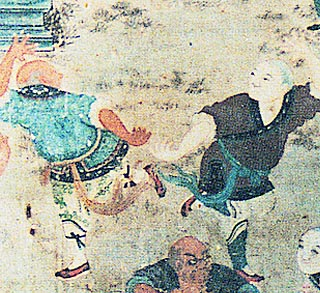
Fresque du temple Shaolin.

Introduit en Chine au milieu du Ier siècle, le bouddhisme y est devenu à partir de la fin du IIIe siècle l’un des trois principaux courants idéologiques et spirituels (les « Trois écoles », 三教, sānjiào) avec le confucianisme et le taoïsme, tout en y poursuivant son évolution. À l'exception de certaines influences vajrayana (bouddhisme tibétain) ou hinayana, les principaux courants actuels des bouddhismes japonais, coréen et vietnamien proviennent d'écoles mahayana qui sont nées ou ont pris leur essor en Chine.

## Introduction
La mission diplomatique menée par Zhang Qian, en ouvrant la route de la soie entre -138 et -126, devient sans doute l’événement décisif qui déclencha l’introduction du bouddhisme en Chine en favorisant les échanges avec l’Asie centrale. C’est en effet plus souvent de ces régions, et non directement de l’Inde, que parviendront en Chine moines et soutras. Une légende probablement sans fondement fait de l’empereur Wu des Han (Wudi) un des premiers à adorer le Bouddha.
Le premier témoignage historique de sa présence en Chine provient du Livre des Han postérieurs qui mentionne des envoyés Yuezhi bouddhistes prenant un élève à la capitale en -2. La même source mentionne l’intérêt de l'empereur Mingdi (58-75) pour le bouddhisme. La plus ancienne version de ce rêve, la préface du Sūtra en quarante-deux articles le décrit ainsi : « Il aurait vu en rêve un dieu dont le corps avait la couleur de l'or, et la nuque l'éclat du soleil, et qui volait ». Un conseiller lui ayant dit que c’était là la description d’un dieu de l'Inde nommé Bouddha, Mingdi expédia des envoyés vers Tianzhu (天竺, Tiānzhú), l'empire Kouchan au nord du Pakistan actuel, mais aussi en Afghanistan et au nord-ouest de l’Inde.
La préface du Sūtra en quarante-deux articles décrit que la délégation, composée de 12 personnes, aurait ramené de l’empire Kouchan (les Ta Yue-tche) quarante-deux citations bouddhiques constituant le Sūtra en quarante-deux sections (《四十二章經》, sìshíèr zhāngjīng). C'est le premier texte bouddhique parvenu en Chine selon la tradition. Ils revenaient aussi avec les deux moines Kasyapamatanga et Dharmavanya / Dharmaraksa (ou Moton / 迦葉摩騰, Jiāshè Móténg) et Chufarlan / (竺法蘭, Zhú Fǎlán) qui allaient en effectuer la traduction, en effet ces moines sont décrits dans le Wu shu (chroniques historiques du royaume de Wu) comme les traducteurs du sutra. Une autre version, datée aussi de la fin des Han orientaux, le Meou Tseu. Dialogues pour dissiper la confusion, évoque une délégation de 18 personnes dont un ambassadeur, un chef des gardes et un étudiant. Les Kouchans écrivirent le Sūtra en quarante-deux articles. On éleva un monastère, le Temple du Cheval blanc (Báimǎsì 白馬寺), premier temple bouddhiste en Chine. Il fut décoré de peintures de cavaliers « qui faisaient trois fois le tour d'un stupa. » De plus « on fit des statues du Buddha » qui furent placées dans le palais et une autre fut placée sur le mausolée que l'empereur s'était fait construire.
En 68, l’empereur Mingdi patronna la fondation du Temple du Cheval blanc (白馬寺, Báimǎsì), premier temple bouddhiste en Chine, que Yang Xuanzhi (VIe siècle) situe au sud de l’avenue impériale de Luoyang, à trois lis de la porte de Xiyang. La légende prétend que les soutras étaient portés par un cheval blanc, et que l’emplacement du temple fut choisi par l’animal qui s’arrêta net peu avant la capitale, refusant d’aller plus loin.
Le bouddhisme commença à se propager au nord de la rivière Huai, et fit des adeptes parmi la noblesse, comme le prince Liu Ying, frère de Mingdi, premier bouddhiste chinois éminent, qui incidemment fut banni pour ses prétendues ambitions politiques.
Vers la fin du IIe siècle existait une importante communauté bouddhiste à 彭城, Péngchéng, actuelle Xuzhou, dans le Jiangsu. La première statue chinoise connue de bouddha, dans laquelle on reconnaît l’influence du style du Gandhara, provient d’une tombe Han (IIe siècle) au Sichuan. Les autres représentations conservées sont en général des pendentifs accrochés aux « arbres d’argent », objet décoratif.

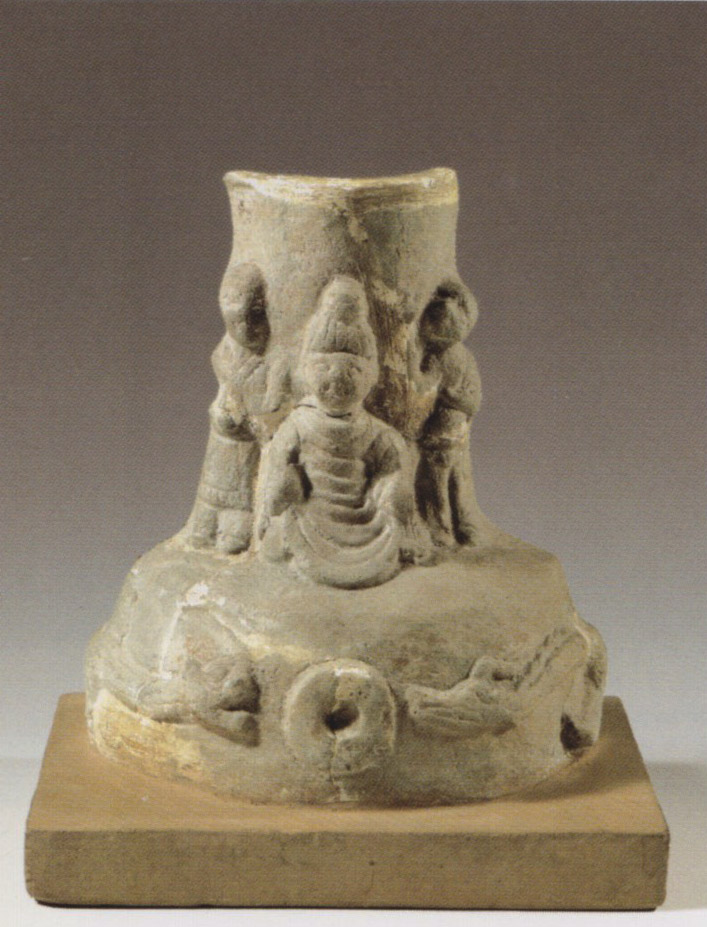
Socle d'un "arbre à sapèques" avec le Buddha assis. Dynastie des Han de l'Est, IIe siècle. Mis au jour au Sichuan. Céramique à glaçure brunâtre. H. 21,3 cm. Musée de Nankin
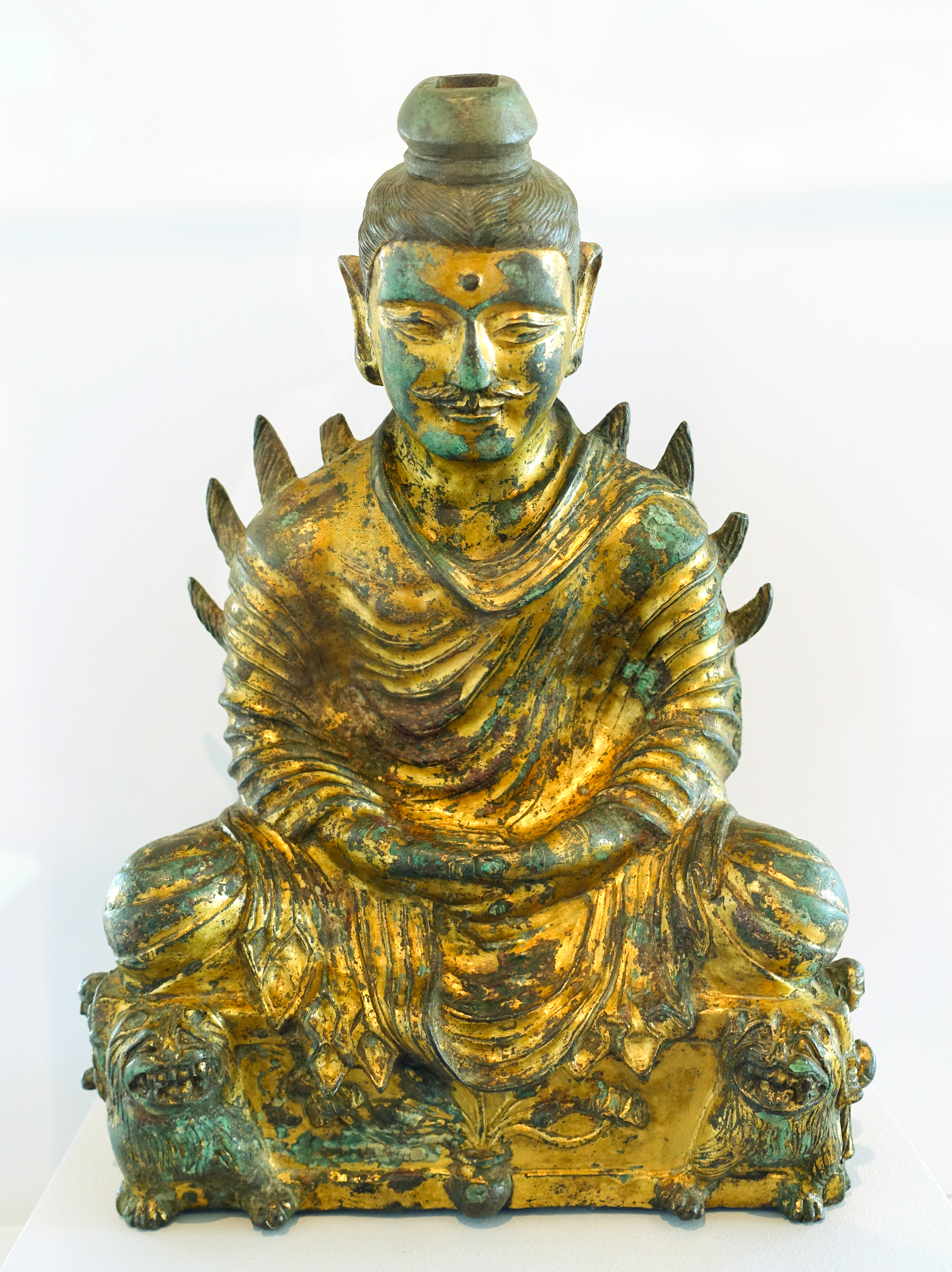
Bouddha assis sur le trône aux lions. Prétendument découvert à Shijiazhuang, province du Hebei. IIIe siècle. Bronze doré. H. 32,8 cm. Arthur M. Sackler Museum of Art
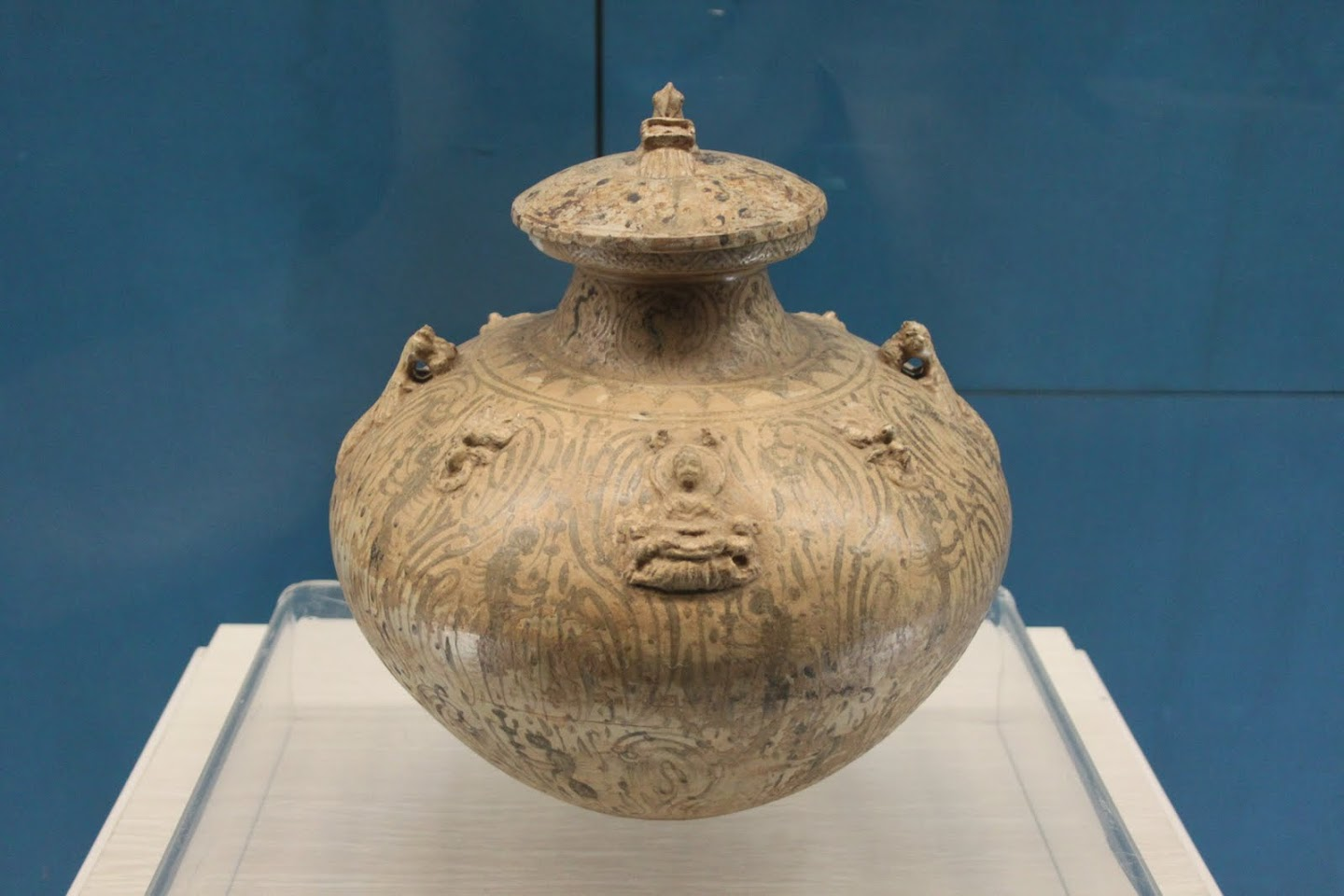
Bouddha assis sur le trône aux lions. Pot, décor peint et reliefs sous glaçure. Époque des Trois Royaumes, Wu (222-280). H 32 cm. Nanjing
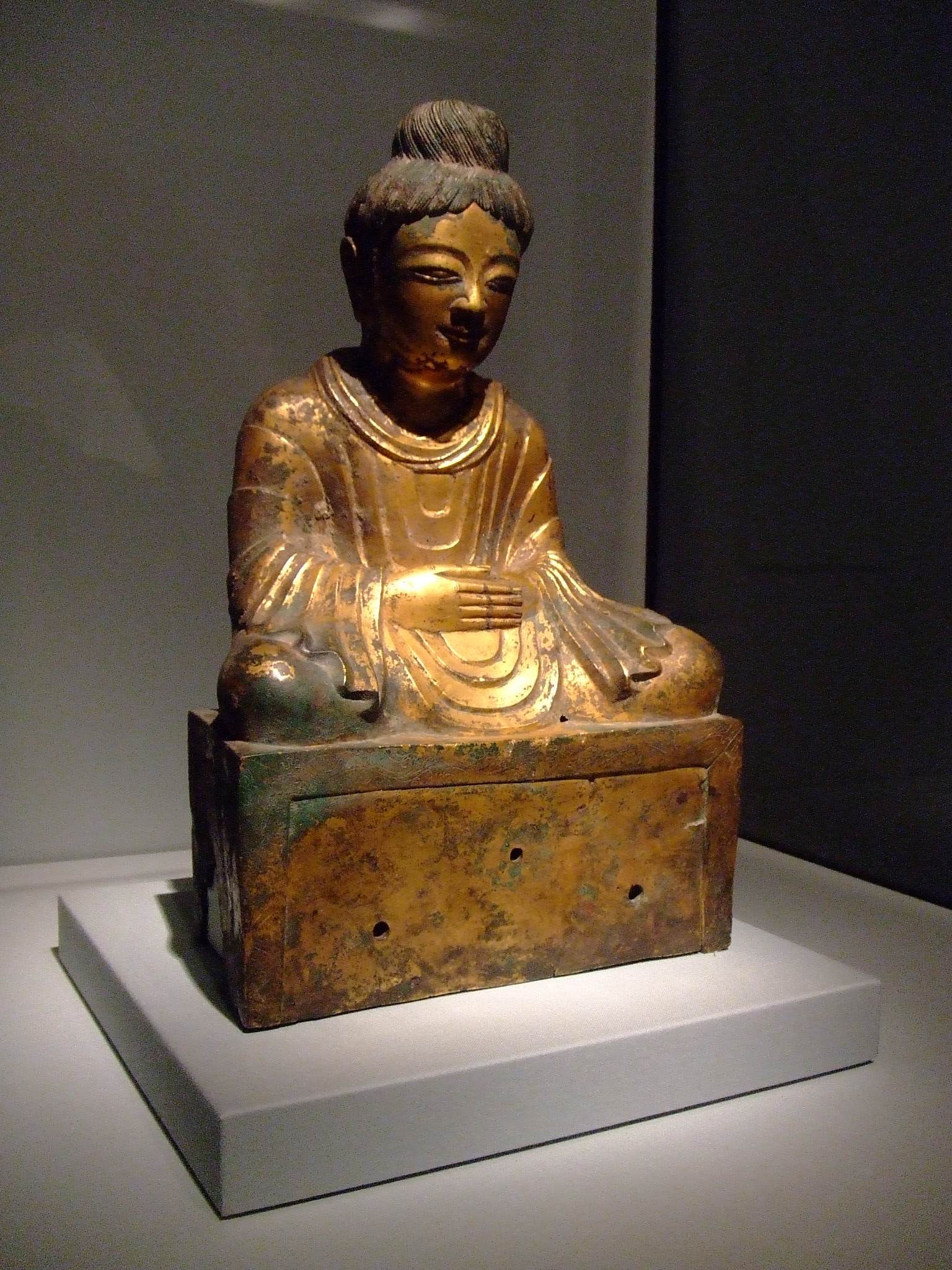
Buddha assis[N 1]. Daté 338. Bronze doré, H 40 cm. San Francisco, The Asian Museum of Art
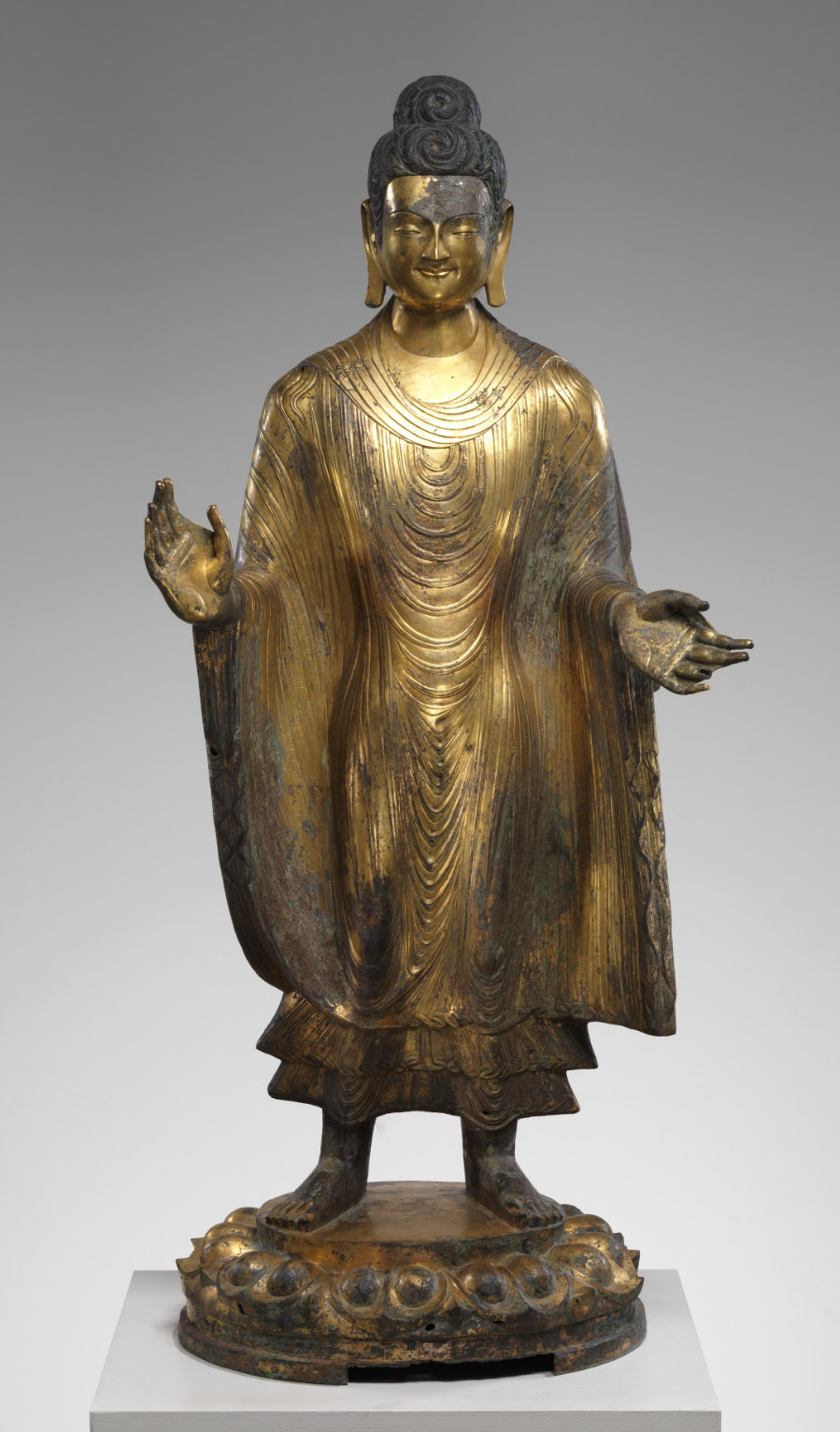
Bouddha Maitreya (daté 486). Wei du Nord (386-534). Bronze doré avec traces de pigment; moulé en pièces séparées. H. 1,405 m. Met

## Premières traductions
Les premières traductions des soutras en chinois attestées ont lieu vers 148 sous la direction du missionnaire parthe An Shigao, capturé, dit la légende, lors d’une expédition kouchanaise dans le Bassin du Tarim. Il traduit à Luoyang 35 textes théravada. Le kouchanais Lokakshema arrive à son tour à la capitale en 150 et y traduit entre 178 et 189 plusieurs textes mahāyāna.

## Nouveau venu face au confucianisme et au taoïsme
Cette nouvelle religion présentait des caractéristiques en désaccord avec l’idéal moral et social façonné par le confucianisme. Ainsi, le célibat monastique adopté en vue du perfectionnement spirituel individuel contrevenait au devoir de contribuer de façon productive à la famille et à l’empire, au détriment de l'accomplissement personnel si nécessaire. Il répondit en mettant en avant des sources indiennes, à l’origine mineures, présentant son utilité sociale et promouvant la piété filiale. On vanta l’efficacité des prières des moines pour délivrer, le cas échéant, ses parents de l’enfer, notion que le bouddhisme dota d’éléments indiens et d’une riche iconographie. Dès lors, dans l’ensemble syncrétique de la religion chinoise, les rites mortuaires feront souvent appel à lui.
Avec le taoïsme il offrait des similitudes extérieures. Au début, il en fut parfois considéré comme une forme, et le vocabulaire taoïste servit à traduire celui des sutras. Certaines notions se confondirent au point qu’il est parfois impossible de démêler précisément les deux influences. Une tradition ancienne prétendant que Lao Zi partit vers l’ouest à la fin de sa vie donna naissance à la légende taoïste qui affirme qu’il est en fait le Bouddha ; elle sera utilisée comme propagande quand les deux courants deviendront concurrents. Le taoïsme développa son monachisme pour imiter les grands monastères bouddhistes. Néanmoins, les contacts et échanges entre les deux religions ne cessèrent jamais ; on les trouve réunis dans la religion populaire, certaines formes du Chan, les courants syncrétistes nés sous les Song et les nouveaux courants religieux apparus au XIXe siècle.

## DuIIIeauVIesiècle

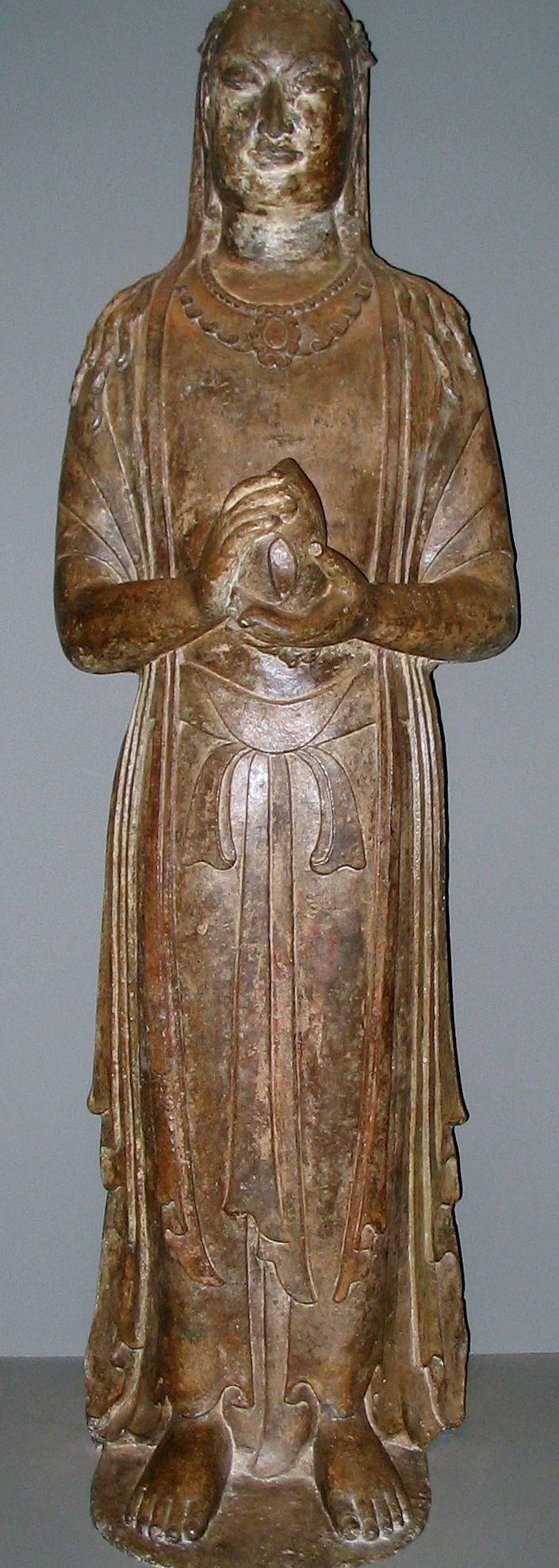
Bodhisattva ; Qi du Nord

L’histoire a surtout gardé la trace de ses relations avec le pouvoir et de sa pénétration dans les couches supérieures de la société. Subissant parfois des rejets violents, il y fait de plus en plus d’adeptes, qui d’ailleurs n’abandonnent pas forcément pour autant leurs autres pratiques religieuses. Il séduit selon diverses modalités en fonction des circonstances : nouveauté par rapport à l’offre religieuse habituelle, talent personnel ou savoir-faire des moines, intérêt philosophique des théories.
Sous les Han et les Trois royaumes, malgré ses lents progrès, le bouddhisme manquait de soutien institutionnel. L’avènement dans le Nord de la Chine, particulièrement à partir du IVe siècle, de royaumes dits dynasties du Nord fondés par des non-Hans ou d’anciens Hans « barbarisés », moins attachés au confucianisme ou au taoïsme que les royaumes du Sud, donna à des moines l’occasion de devenir conseillers –voire magiciens- au service des souverains, parfois considérés comme des bodhisattvas. Certains, missionnaires étrangers, furent chargés de traductions. Le royaume des Wei du Nord (386-534) fut le premier à faire du bouddhisme une religion d’État, à l’exception il est vrai d’un épisode (446-452) d’interdiction pour soutien à une rébellion, ordonnée par Taiwudi, durant lequel des moines furent exécutés (ce sera la seule répression sanglante). Son successeur abolit la mesure et le bouddhisme retrouva sa position ; l'empereur Xianwendi abdiqua même en 471 pour se consacrer à son culte.
Néanmoins, le Sud n'était pas totalement en reste. Mingdi (322-325) des Jin orientaux fut même le premier souverain converti officiellement. L’empereur Wu des Liang du Sud (502-549) fut également un ardent promoteur du bouddhisme. Confucianisme, Taoïsme et bouddhisme se mélangeaient déjà sans heurt dans les familles aristocratiques, comme le montre l’exemple de Tao Hongjing. Les moines célèbres du Sud, plus souvent chinois que missionnaires étrangers contrairement au Nord, tenaient à leur indépendance et n’étaient en général pas membres de l’administration. Au début du Ve siècle, Huiyuan, fondateur de l'école de la Terre Pure (净土 / 淨土, jìngtǔ), répondit à une question de l’empereur sur la position du moine vis-à-vis du pouvoir par une épître intitulée « Un moine ne s’incline pas devant le souverain ».
Les monastères, dont certains sont immenses, comme le Jingming de Luoyang qui contient 1 000 cellules, bénéficient directement ou indirectement de mesures fiscales favorables et prospèrent, d’autant qu’ils servent aussi de banques et d’entrepôts, ou de refuge lors des périodes de troubles. Les donations confèrent du prestige social. Les falaises du Henan et du Shanxi se couvrent d’une incroyable quantité de sculptures payées sur fonds publics ou par des dons. En 420, on compte 1 768 monastères et plus de 24 000 moines et nonnes dans le Sud ; au VIe siècle on trouve 1 367 monastères à Luoyang.
Le succès a aussi ses revers. La richesse de certaines institutions irrite, d’autant que tout le monde n’apprécie pas cette religion encore étrangère ; l’empereur Wu (561-578) des Zhou du Nord l’interdit en même temps que le taoïsme à partir de 574. C’est la seconde répression depuis l’interdiction de Taiwudi. Ces crises alimentent la pensée millénariste qui prévoit le déclin du bouddhisme pendant une période souvent évaluée à dix mille ans, jusqu’à ce que la transmission du dharma s'interrompe totalement. Ce sera alors le temps de l’avènement de Maitreya, le prochain bouddha, l'un des thèmes récurrents de l'iconographie du bouddhisme médiéval.

### Traductions et voyages d’étude

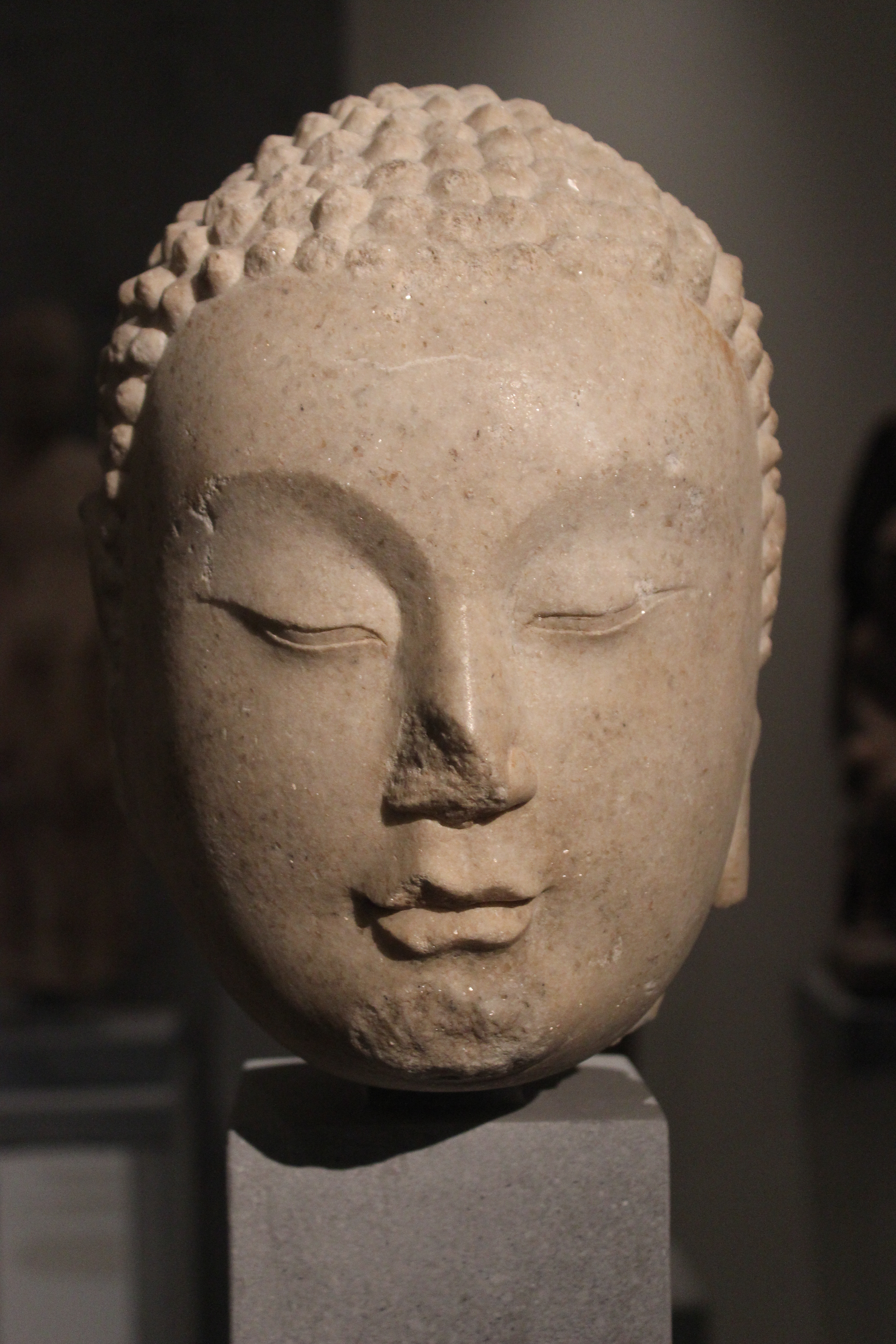
Tête de Bouddha. Chine septentrionale. Dynastie des Qi du Nord (550-577). Marbre blanc micacé. H. 25 cm. Paris. Musée Guimet

À partir du Ve siècle, de nombreux moines viennent en Chine d’Asie centrale ou d’Inde diffuser la doctrine, apportant avec eux de nouveaux textes. Certains sont mis à la tête d’équipes poursuivant un intense travail de traduction commandité par les souverains. L'un des plus connus est Kumarajiva, disciple de Fotucheng, actif à partir de 401 sous les Qin postérieurs. Il dirigea de nombreuses traductions, dont il reste une cinquantaine qui font encore autorité.
Le moine chinois Faxian (法顯, fǎxiǎn) entame en 399 un pèlerinage vers l’Inde qui durera 15 ans, dont il a laissé le récit chargé d’informations précieuses.

### Naissance des premières écoles
À partir des Jin orientaux, des écoles naissent autour des premiers soutras traduits. La Transmission et la Propagation du Bouddhisme dans les trois contrées, (Inde-Chine-Japon) écrit en 1311 par le moine Kegon Gyōnen, en mentionne treize du Ve au IXe siècle. Les premières nées disparaîtront de Chine ou seront supplantées par de nouveaux courants proposant des théories plus complètes.
- École Sanlun (三論宗, Sānlùnzōng) ou des Trois traités, fondée sur le Śatika śāstra (《百論》, bǎilùn), le Madhyamika śāstra (《中論》, zhōnglùn) et le Dvadaśamukha śāstra (《十二門論》, shí'èrménlùn) traduits par Kumarajiva. Fondée par ses disciples, elle constitue la branche chinoise du madhyamika. Elle connaîtra un certain développement en Corée et au Japon (Sanron).
  - Une école des Quatre traités (四論宗, sìlùnzōng), qui avait ajouté à son Canon le Mahāprajñāpāramitā upadeśa (《大智度論>, Dàzhìdùlùn), eut une brève existence.
- École Chengshi (成實宗, chéngshizōng) ou Perfection de la vérité, fondée sur le traité du même nom de Harivarman. Rattachée au hīnayāna, elle a donné l’école japonaise Jojitsu.
- École Jushe (俱舍宗, jùshèzōng) ou Kośa en sanskrit; elle semble avoir appartenu au courant hīnayāna.
- École Pitan (毘曇, pítán) ou Abhidharma, fondée sur le Trésor de l’abhidhamma de Vasubandhu.
- École Shelun (摂論宗, shèlùnzōng), fondée sur le Mahāyāna-saṃgraha d'Asanga, commenté par Vasubandhu ; ce texte sera retraduit sous les Tang par Xuanzang, dont un disciple fondera l’école Faxiang (法相宗, fǎxiàngzōng) qui remplacera Shelun.
- École Niepan (涅槃宗, nièpánzōng) ou Nirvāna, fondée sur le soutra du même nom présenté comme l’enseignement ultime du Bouddha jusqu’à ce que Tiantai (天臺宗) impose le Sūtra du Lotus et la supplante.
- École Dilun (地論宗, dìlùnzōng) ou Daśabhūmikā fondée sur le Traité des dix terres de Vasubandhu ; elle sera supplantée au VIIe siècle par Huayan, dont le sutra de référence (Avatamsaka Sutra) comprend le Traité des dix terres comme l’un de ses chapitres.
- École Lü ou Vinaya (律宗, Lǜzōng) ; elle maintient que l’observance stricte d’une vie monastique est primordiale.

Certaines écoles connaîtront un grand développement :
- École Huayan (華嚴, huáyán) fondée sur l'Avatamsaka Sutra ; le bodhisattva Manjushri, l’une de ses figures principales, devient objet de dévotion, particulièrement au royaume de Qi (551-577) où un prince s'immole en son honneur. Le mont Wutai au Shanxi, où il apparaitrait, devient lieu de pèlerinage, premier mont bouddhiste.
- École de la Terre Pure ou Jingtu (淨土宗, Jìngtǔzōng), fondée sur le Sūtra de Vie-Infinie (Amitāyus = Amitābha); elle est surtout remarquable par ses pratiques de récitation et de dévotion au bouddha Amitābha (Vie-Infinie). Ce courant est resté l’un des principaux du bouddhisme contemporain.

## Dynasties Sui et Tang

Bouddha géant de Lèshān, Sichuan, Patrimoine mondial.

La période s’étendant du début du VIIe siècle à 845 est considérée comme l’âge d’or du bouddhisme. Le premier exemplaire connu d’impression au bloc est un Sūtra du Diamant datant de 868 découvert dans les grottes de Mogao en 1907.
Sous les Sui (581-618), le bouddhisme devient religion d’État. Le monastère Jingtu de Luoyan est d'abord parrainé par le gouvernement à Luoyang, puis, Chang'an remplace Luoyang et Jiankang comme le plus grand centre bouddhique de Chine. Les empereurs Tang (618-907) adoptent le taoïsme, mais le bouddhisme conserve leur soutien et les théories des différentes écoles passionnent l’aristocratie cultivée. Le soutien impérial implique un certain contrôle sur le fonctionnement des institutions.
Des oppositions à la nouvelle religion subsistent néanmoins. Le coût financier et social de l’entretien des monastères et celui de la vie des moines et nonnes sont considérés prohibitifs par certains. L’impératrice Wu Zetian, qui tente d’établir sa propre dynastie, fait souffler le chaud et le froid, appuyant le bouddhisme ou confisquant ses biens selon l’intérêt politique. En 845 l’empereur Wuzong, fortement hostile aux religions étrangères (bouddhisme, nestorianisme, zoroastrisme), les interdira totalement. 4 600 monastères et 40 000 temples seront confisqués, 260 500 moines et nonnes renvoyés à la vie civile. La mesure sera levée au bout d’un an mais portera un coup fatal à de nombreuses écoles.

### Écoles et courants

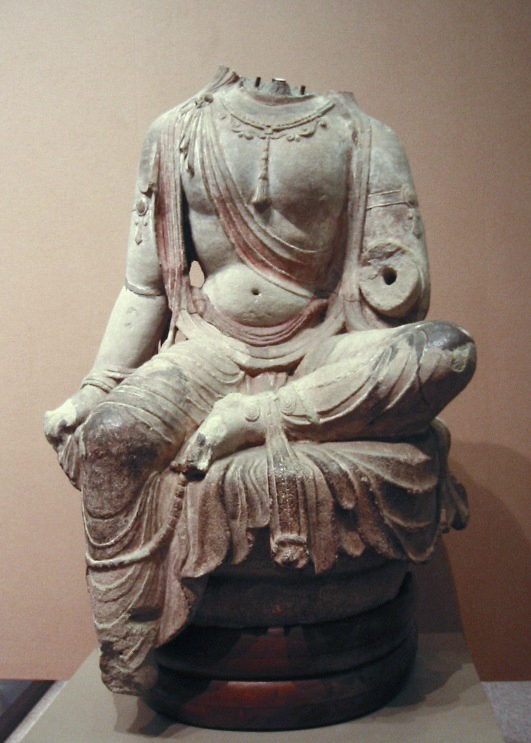
Bodhisattva (Tang)

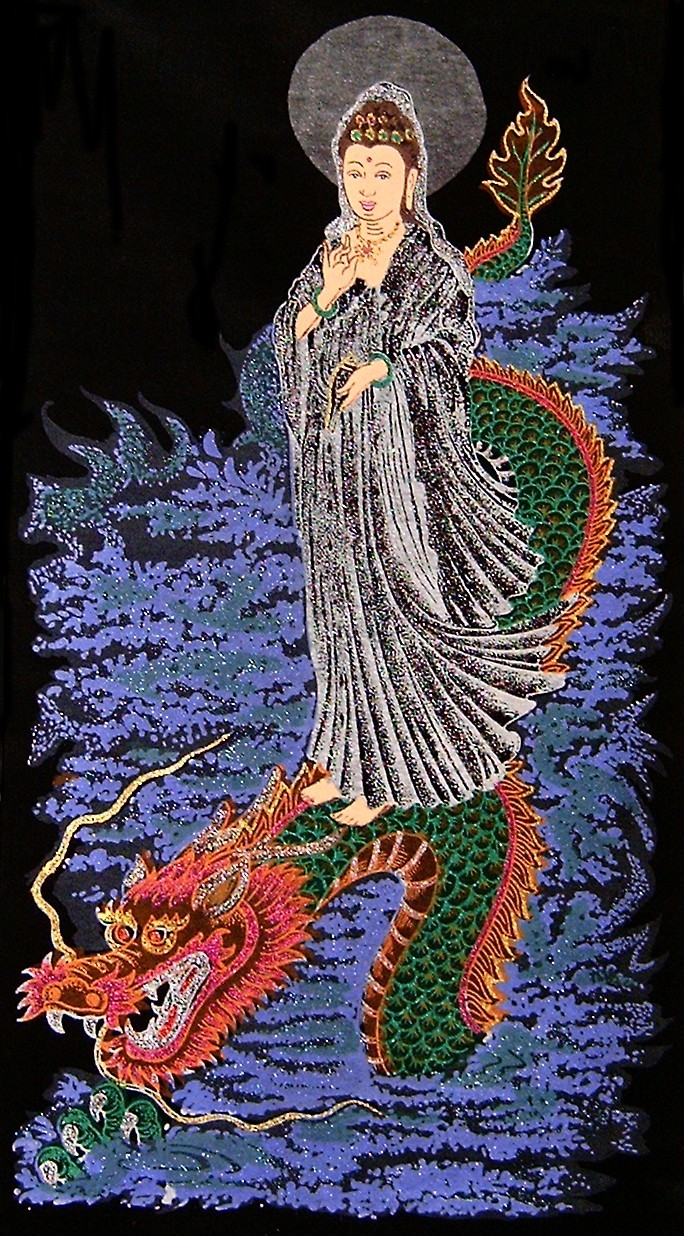
Avalokiteshvara dans la religion populaire : la déesse Guanyin (ici en protectrice des navigateurs)

On assiste au développement de nouveaux courants, alors que le bouddhisme chinois se diffuse vers la Corée, le Japon et le Viêt Nam. Un corpus important ayant déjà été traduit, les Chinois cherchent à résoudre les contradictions entre les différents textes d’origine géographique, d’époque et d’écoles différentes, s’efforçant d’échafauder des systèmes cohérents intégrant les concepts philosophiques et religieux locaux. Les deux synthèses principales sont proposées par les écoles Tiantai et Huayan, dont la pensée exercera une grande influence. L’intérêt de l’aristocratie vis-à-vis du bouddhisme est en partie lié à l’engouement des classes cultivées pour ces théories brillantes et nouvelles.
Cinq nouveaux courants apparaissent :
- L’école Sanjie (三階教, sānjiējiào) occupe une place à part ; elle n’a pas droit au titre respectable de zong car elle fut mise à l’index à partir de 600, avant d’être définitivement interdite. Née à la fin des dynasties du Nord et du Sud, c'est sous les Sui qu'elle prend son essor. Son nom, « trois stades », signifie que la transmission de la doctrine doit tenir compte de l'époque. Durant les deux premières périodes de cinq cents ans après la mort du Bouddha on pouvait distinguer des individus capables et leur adresser un enseignement adapté, mais sous les Sui-Tang, plus de mille ans après la mort de Gautama, l'humanité est tellement déchue que seul un enseignement généraliste convient. C’est un courant charismatique influencé, comme beaucoup d’autres à cette époque, par la théorie du déclin du bouddhisme. Il considère que la nature de bouddha existe en chacun, opinion partagée sous une forme ou une autre par tous les courants mahayana. Il promeut les activités charitables pour lesquelles sont fondés des sortes de banques-entrepôts les « magasins inépuisables » (无尽藏院 / 無尽藏院, wújìnzàngyuàn). Le mouvement connaît au début de la dynastie une période de prospérité pendant laquelle il recueille des fonds importants et possède cinq temples notoires. Différents facteurs finiront par causer sa perte : accumulation de richesses ; opinion par principe négative du gouvernement considéré comme forcément incapable et décadent ; rivalité constante avec d'autres courants, en particulier l'école de la Terre Pure qui elle aussi se pose en solution en période de décadence. Alors que la dernière propose Amitabha comme secours, Sanjie avance Kshitigarbha.
- L'école Tiantai (天臺宗, tiāntáizōng), fondée sur le Sūtra du Lotus, propose comme Huayan une théorie synthétique du bouddhisme, qui exercera une grande influence sur l'ensemble du bouddhisme extrême-oriental. Elle inspirera le courant Tendai japonais.
- L’école tantrique, (密宗, mìzōng) ou secrète est le terme général donné au bouddhisme vajrayana qui pénètre au début du VIIIe siècle, en particulier grâce à trois maîtres tantriques indiens, Shubhakarasimha, Vajrabodhi, Amoghavajra. L’école Zhenyan qu’ils contribuent à fonder disparaîtra vite, mais s’implantera au Japon sous le nom de Shingon, avec le Maha Vairochana Sutra Mahāvairocanasūtra et le Sutra du pic du vajra Vajrasekhara ; elle influencera aussi le Tendai.
- L’école Weishi 唯識 ou Fǎxiàng 法相 qui développe la théorie yogacara est fondée par Xuanzang et son disciple Kuiji (窺基). Xuanzang part en 629 en Inde aux sources de la tradition cittamatra ; il y étudie dans la prestigieuse université de Nalanda et revient chargé de textes une quinzaine d’années plus tard. Son périple inspirera des œuvres de fiction, dont Le Voyage en Occident (《西遊記》, xīyóujì).
- L’école Chan dite « du Sud » apparaît à partir du milieu du VIIIe siècle. Il s’agit d’un courant parfois iconoclaste, qui prétend se passer de support textuel au contraire des autres courants. Toujours important au XXIe siècle, il est à l'origine des écoles Zen.

Par ailleurs, les écoles Huayan et Terre Pure continuent sur leur lancée. La branche Nanshan de l’école Lü (Vinaya) est la plus florissante.

### Interdiction temporaire du bouddhisme
Cette phase de multiplication des écoles s’achève temporairement à partir de 845. L'empereur Tang Wuzong, de confession taoïste émet un édit contre les manichéens, les bouddhistes et les nestoriens, religions d'origines étrangères, un an avant sa mort. Ces 800 ans de bouddhisme changeront définitivement le paysage religieux chinois.
C'est la troisième interdiction du bouddhisme et dernière de la Chine impériale, dans ce que l'on appelle les calamités des trois Wu.

### Après 846

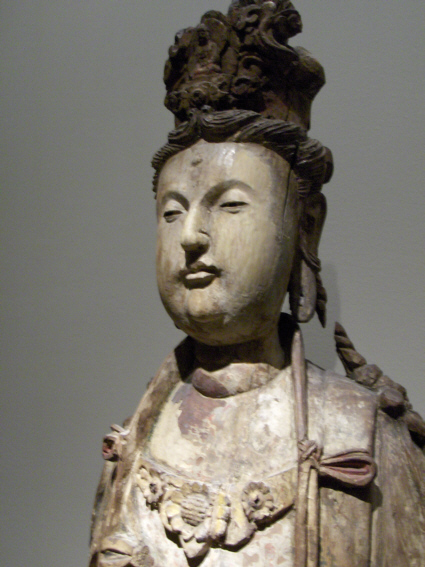
Bodhisattva, dynastie Song

Après la persécution, ne subsistent de façon visible que les courants Chan et Terre Pure. Les écoles célèbres pour leurs brillantes théories n’ont pas retrouvé leur public. Leur mode auprès des élites intellectuelles toujours en quête de nouveauté n’aurait de toute manière pas duré, d’autant que leur déclin a pour toile de fond celui de la dynastie entière. Les pratiquants isolés ou en petit groupe, nombreux dans le Chan, ont mieux résisté que les grands monastères. Quant au courant Terre Pure, il était depuis ses débuts moins axé sur la théorie que sur des pratiques qui furent empruntées très tôt par des moines d’autres courants, voire des laïcs ; il avait donc une large implantation.
La diminution brutale du nombre d’écoles témoigne plus d’un regroupement que d’une réduction idéologique car les pensées Tiantai et Huayan conservent une influence certaine, leurs traités servant souvent de base à l’enseignement dans les monastères Chan. Selon la tradition religieuse chinoise où la généalogie prime sur l’idéologie pour la détermination de la dénomination, tout abbé qui peut faire remonter sa lignée à un maître Chan, quelle que soit la nature de ses pratiques, est en droit de se réclamer de ce courant, où dominent après 846 deux branches : Linji (臨濟) qui remonte à Línjì Yìxuán 臨濟義玄 ( ? -866) et Caodong (曹洞) qui remonte à Dòngshān Liángjiè 洞山良价 (? – 869). Elles deviendront au Japon Rinzai et Sōtō.
Pendant la période troublée (907-960) s’étendant des Tang aux Song, le royaume de Wuyue 吳越國, Wúyuè （893-978), îlot de prospérité couvrant le Zhejiang, le Sud du Jiangsu et le Nord du Fujian, joua un rôle important dans la transmission du bouddhisme. Il fut en particulier un havre pendant la persécution de Shizong (954-959) des Zhou postérieurs ; ses souverains firent rechercher des sutras perdus ou détruits. Comme sous les Tang, les empereurs exerçaient un contrôle important sur la religion, dont ils influencèrent les pratiques en imposant l’association des temples ancestraux aux temples bouddhistes.

## Dynastie Song
Lorsque la Chine est réunifiée, pour éviter les dérives des dynasties Sui et Tang, le gouvernement Song n’accorde pas d’exemption d’impôt aux institutions bouddhiques. Au début de la dynastie, l’école Tiantai, revigorée par les souverains de Wuyue, tente une dernière fois, mais en vain, de concurrencer l’école Chan.
L'école bouddhique de la terre pure devient la religion dominante. et absorbe des notions du taoïsme et du confucianisme par syncrétisme.

## Dynastie Yuan
À l’avènement des Yuan, mongoles (1234), le Chan, représenté par Zhōngfēng Míngběn 中峰明本 (1263–1323), jouit un temps des faveurs du premier khagan (titre d'Empereur chez les turco-mongols), Kubilai Khan de la dynastie issue de l'Empire mongol, mais, à partir de 1269 accorde le contrôle de l’ensemble des bouddhistes au chef de la lignée Sakyapa (école des bonnets rouges), une des quatre écoles du bouddhisme tibétain et enseignant impérial de la Chine. Drogön Chögyal Phagpa, qui deviendra précepteur impérial, s'installe pour quelques années à Khanbalik (ou Dadu 大都, aujourd'hui Pékin). La position se transmettant d’oncle à neveu, les lamas finirent par se trouver mêlés aux intrigues de cour. Le vajrayana (Mizong), quasiment disparu à la fin des Tang après une première tentative d’implantation, refait donc son apparition par les Chinois non-Hans du Nord (les Mongols, puis reviendra plus tard avec les Mandchous), et devient la religion officielle de l'ensemble de la Chine, tandis que Chan et Jingtu (Terre Pure) continuent d'être les formes préférées des Hans.

## Dynastie Ming

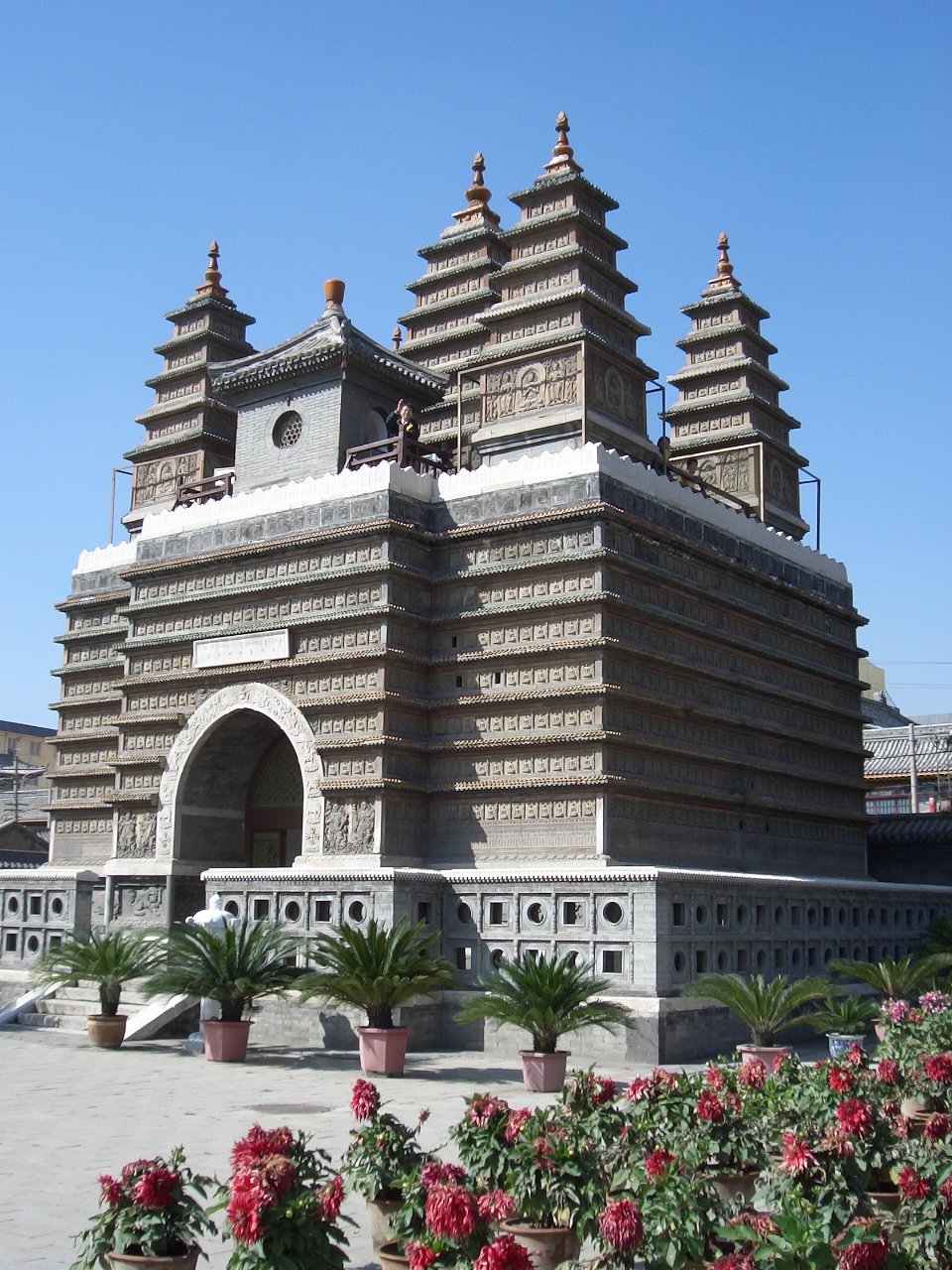
Temple Cideng à Hohhot

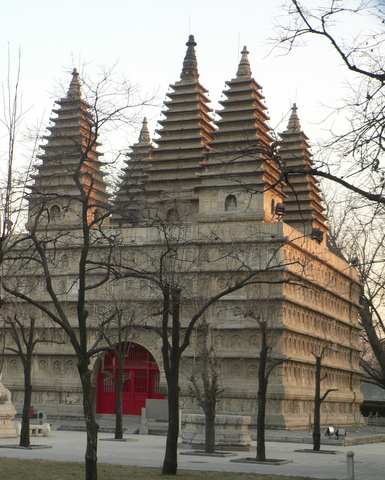
temple Zhenjue dans l'actuelle Pékin

Sous la dynastie Ming, le mongol Altan Khan poursuit le développement du bouddhisme tibétain. Il favorise le gelugpa (dite école des bonnets jaune) et crée le titre de dalaï-lama (dalaï signifie océan en mongol, la traduction tibétaine du nom, « Gyatso » sera alors donné à toute la lignée. Il fonde Hohhot (actuelle capitale de Mongolie-Intérieure, en y construisant le temple Cideng, temple des cinq pagodes inspiré de celui qu'avait fait construire Khubilai Khan à Pékin pour Phagspa de l'école sakya, précepteur impérial de la Chine des Yuans.

## Dynastie Qing

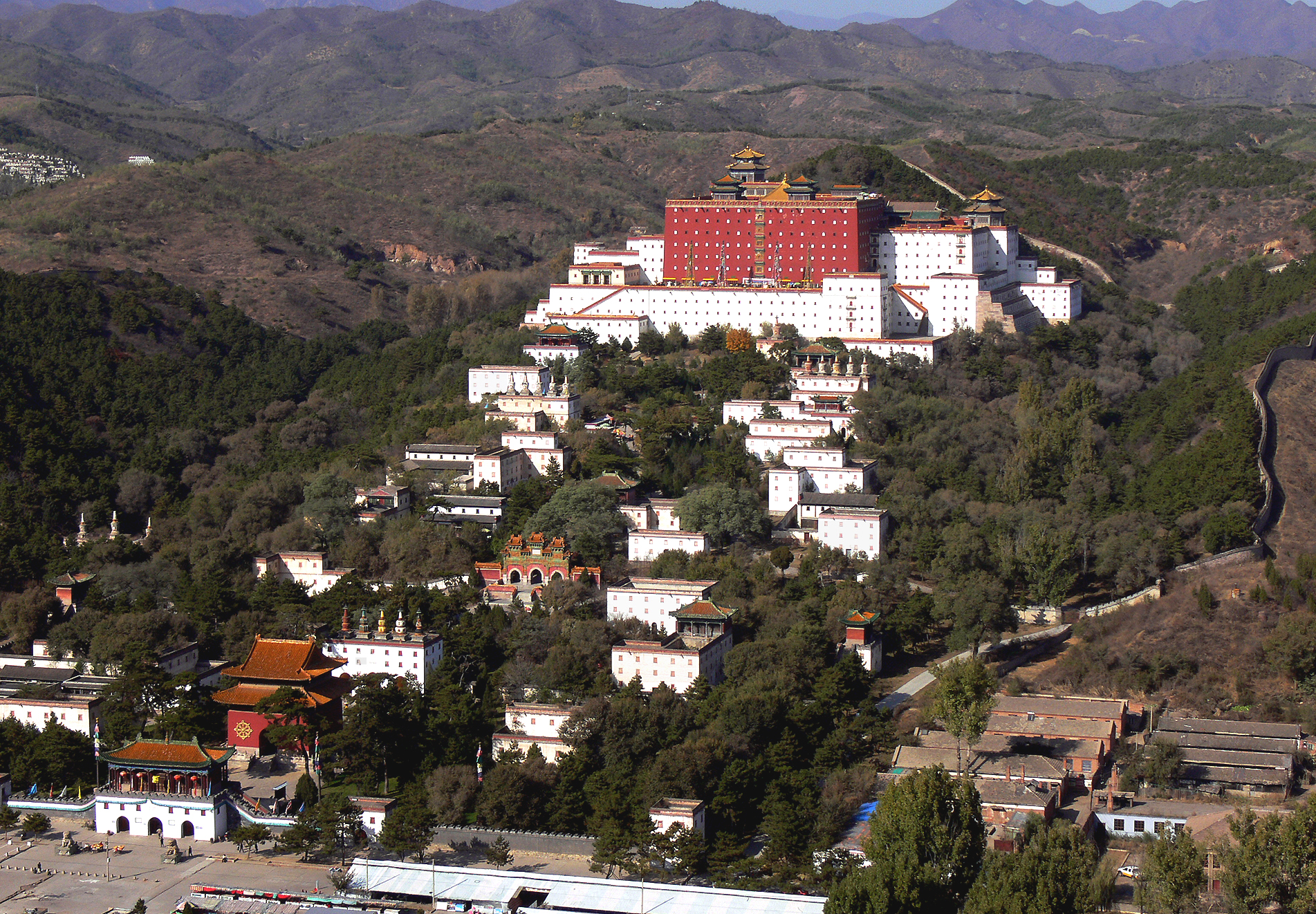
Temple de Putuo Zongcheng

Sous la dynastie Qing, les Mandchous donne un nouvel essor au bouddhisme tibétain en Chine, tout d'abord pour mieux contrôler leurs voisins mongols, puis lorsqu'ils conquièrent militairement le Tibet à la suite des guerres entre tribus dzoungars pour contrôler le Tibet et des échecs de ses alliés du Khanat qoshot du Qinghai, pour également contrôler l'ensemble du Tibet. Ils construiront différents temples du bouddhisme à Pékin (Temple de Yonghe, dans le parc Beihai la grande stupa blanche, le Temple Jaune de l'Ouest pour inviter le dalaï-lama). Un bâtiment sera également construit au monastère taer, au Qinghai en l'honneur du dalaï-lama. Qing Kangxi conquiert militairement le Tibet auparavant contrôlé par ses alliés ou rivaux mongols en 1720 et intronise à lhassa le dalaï-lama le 16 octobre de cette année. Il lui confiera ensuite le pouvoir temporel du Tibet, sous la garde rapprochée d'amban et de différentes garnisons affectées dans la région.
La dynastie Qing développera également les sites de pèlerinage bouddhistes :
- Le mont Wutai dans le Shanxi qui comprend encore aujourd'hui des dizaines de temples han, tibétains et mongols et un lieu de pèlerinage particulièrement important pour les voisins mongols.
- Le Mont Emei (et en particulier le Pic d'og dans le Sichuan, qui mélange également ces différentes formes de bouddhisme est aujourd'hui un lieu de rassemblement pour les prêtres bouddhiste du monde entier.
- Le Temple de Putuo Zongcheng, à Chengde, dans le Hebei.

### Syncrétisme et bouddhisme populaire

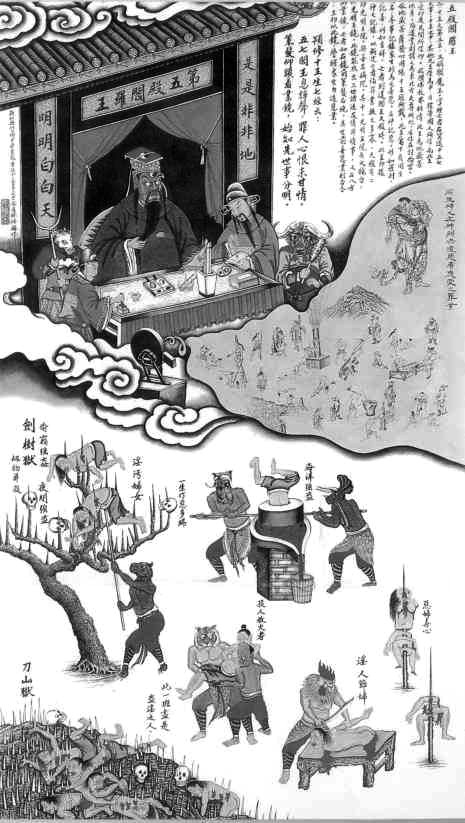
Yama en Yanluowang, dieu chinois des enfers

À partir des Song (960-1279), la tendance au syncrétisme confucianisme-taoïsme-bouddhisme, qui s'était manifestée dès le début, se généralise. Les échanges entre Chan et Terre Pure s’intensifient aussi et se renforceront encore à partir du XVIe siècle à la (dynastie Ming). Quatre maîtres éminents encouragent le rapprochement : Yúnqī Zhūhóng 雲棲袾宏 (1535 -1615), Zǐbó Dáguān (ou Zǐbó Zhēnkě) 紫柏達觀 (真可) (1544-1604), Hānshān Déqīng 憨山德清 (1546-1623) et Ouyì Zhìxù 蕅益智旭 (1599-1655).
Cette tendance s’accompagne de la sinisation, généralisation et laïcisation accrue du bouddhisme. Sous les Song naît l’École du lotus blanc, qui donnera naissance dans les siècles suivants à une multitude de sectes pas vraiment bouddhiques. Sous les Ming apparaît le mouvement Wúwéi 無為教 (ou secte Luo) fondé par le moine Chan Luó Qīng 羅清 (1443-1527). D’emblée syncrétique puisqu’il révère une divinité taoïste, il est à l’origine du zhāijiào 齋教, bouddhisme laïc d’ailleurs déjà préconisé par le Lotus blanc.
La religion populaire continue d’absorber des éléments bouddhiques ; Avalokiteshvara, Kshitigarbha et même Yama sont aussi des divinités populaires.
Durant le règne de l'empereur Yongzheng, 720 volumes du Canon chinois, le Dazangjing, ont été imprimés en 1735, à partir de gravures sur bois. Une série est conservée à l'Ancien temple de Guanyin , à Jiling.

### Renaissance des études bouddhiques

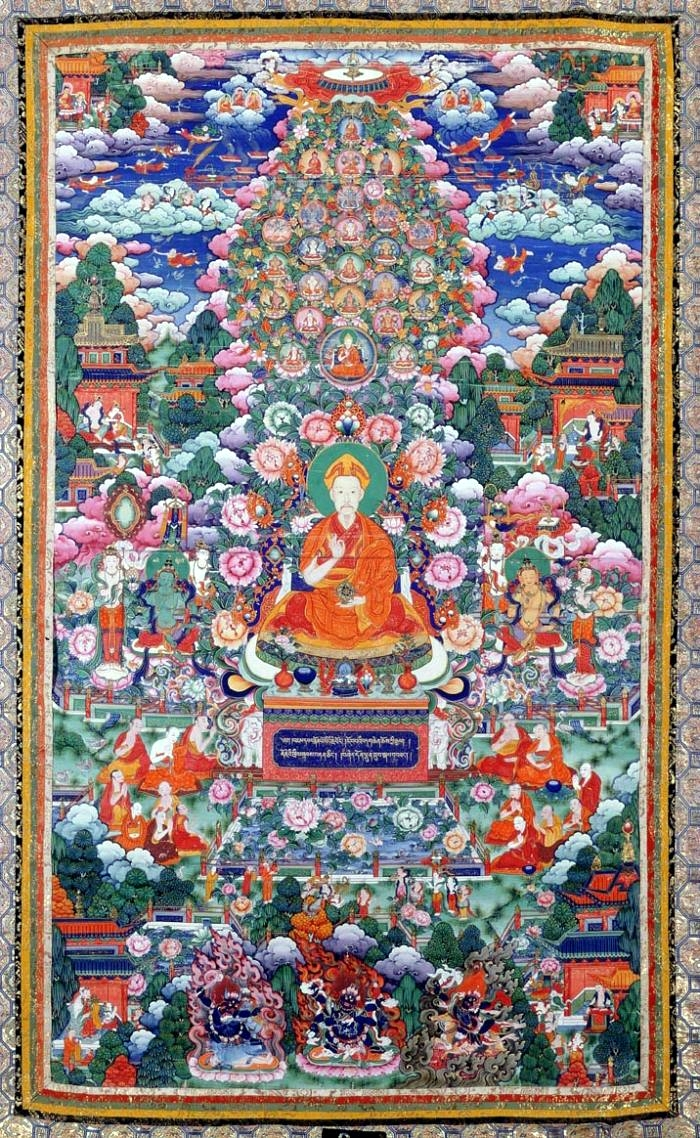
L'Empereur Qianlong en costume bouddhiste, Puning si, c. 1758, par un artiste anonyme. Thangka, couleur sur tissu. Le Musée du Palais, Pékin

Tandis que le bouddhisme confirme sa place dans la culture populaire, d’aucuns déplorent le lent déclin des études textuelles et philosophiques. Une réaction a lieu vers la fin des Qing, à laquelle participent également des laïcs comme Yang Wenhui 楊文會 (1837—1911) issu d’une famille de mandarins. Il fonde la Section d’imprimerie de soutras à Jinling 金陵刻經處 et encourage les échanges internationaux. On fait venir de nombreux textes du Japon où ils avaient été préservés, et l'intérêt renaît vis-à-vis de courants disparus ou peu développés comme Sanlun, Weishi ou le bouddhisme tantrique. Cette renaissance sera interrompue par les guerres et l'arrivée au pouvoir des communistes.

## République de Chine

### De 1911 à 1949
Durant cette période, deux noms de réformateurs et de vivificateurs ressortent: Taixu et Tanxu. Le premier, qui avait été un étudiant de Yang Wenhui, fut la « figure réformiste bouddhiste la plus influente de la période républicaine ». Quant à Tanxu, il joua un rôle important dans la revivification du bouddhisme dans le Nord de la Chine,

### Taïwan

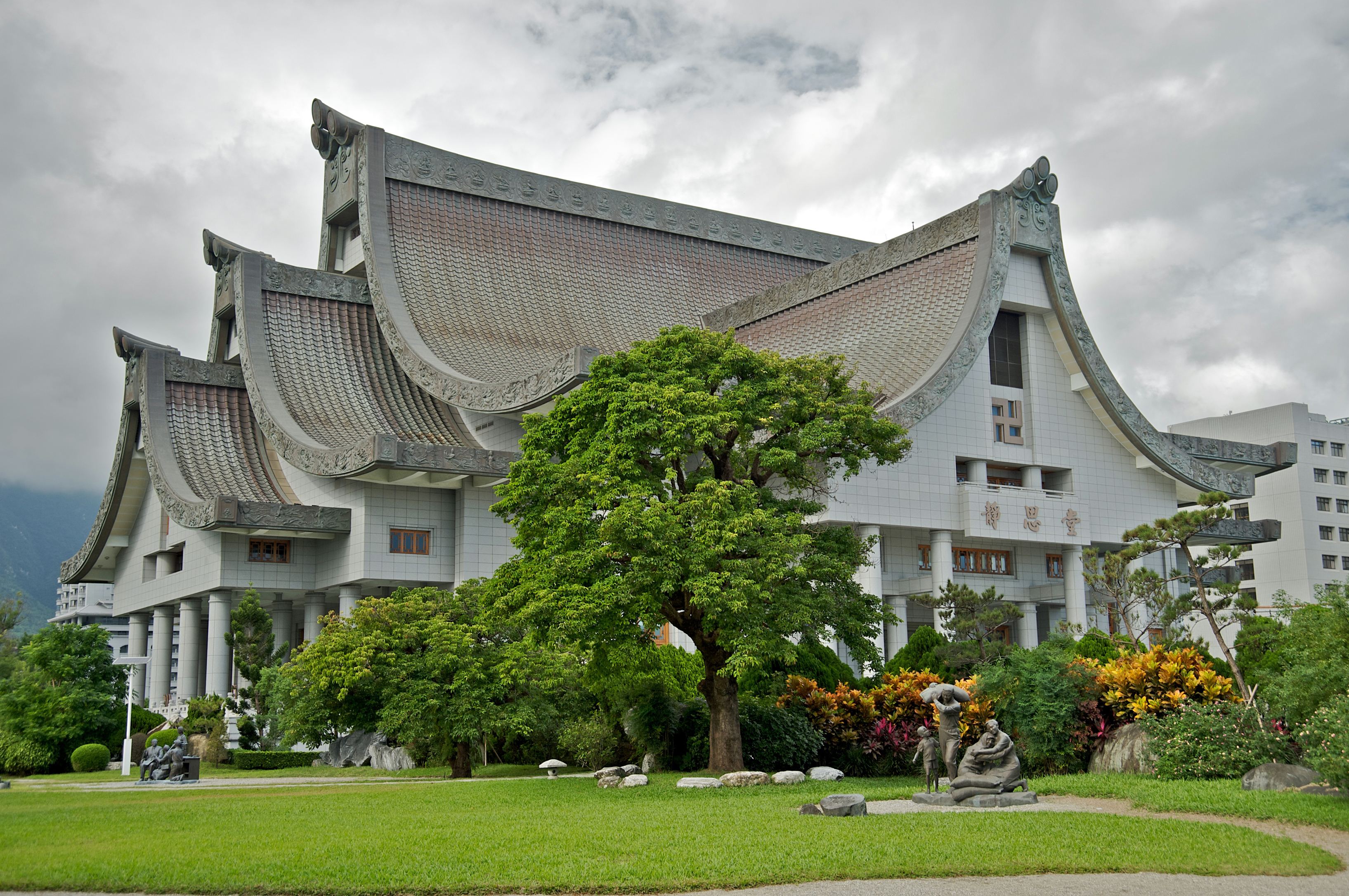
ONG bouddhiste Tzu Chi, Taïwan

À la fin de la Seconde Guerre mondiale, en 1945, le kuomintang de la République de Chine reprend le pouvoir à Taïwan après 50 ans d'occupation japonaise, ce qui est plus tard confirmé par le Traité de San Francisco (1951) entre les États-Unis et le Japon. Le bouddhisme n’a jamais été réprimé sur l'île[réf. nécessaire]. On constate un recentrement sur l’étude des sutras et une certaine orthodoxie, ainsi que le désir de se démarquer de la religion populaire pour être partie prenante de la communauté bouddhique internationale. Ces tendances sont favorisées dans le dernier quart du XXe siècle par l’élévation générale du niveau d’éducation. D’après la revue jésuite China News Analysis, le nombre de ceux qui choisissent la vie monastique est en augmentation, particulièrement parmi les jeunes diplômés de l'université. Il aurait augmenté de 700 % au cours des années 1980 selon une estimation communiquée en 1992 au ministère de l’Intérieur par Maître Zhàohuì (照惠法師). À titre d’exemple, la communauté qui entourait Maître Wéijué (惟覺法師) en 1995 était composée de 264 personnes dont 67 % de femmes ; 40 % avaient au moins une licence ; 37 membres avaient moins de 21 ans, 174 entre 21 et 40 ans, et 53 ont plus de 40 ans.
On dénombrait en 1989 quatre millions et demi de bouddhistes dans l’île, soit 20 % de la population. Ces statistiques sont néanmoins difficiles à interpréter, de nombreux pratiquants de la religion populaire étant comptés parmi les bouddhistes.
À partir des années 1980, le courant encourageant l’implication du bouddhisme dans l’activisme social, héritier du réformateur Tàixū 太虛法師 (1890-1947), a pris de l'importance. Maître Hsing-Yun (星雲法師, xīngyún) fonde l'Association du Mont de la Lumière du Bouddha Fo Guang Shan (佛光山, fóguāngshān), grande organisation culturelle, éducative et charitable ; Maître Sheng-yen (聖嚴法師, shèngyán) milite pour la protection de l'environnement ; Maître Cheng-yen (證嚴法師, Zhèngyán) crée la Fondation des Aides Charitables (Tzu Chi, 慈濟基金會, Cíjì).

## République populaire de Chine
L’Association bouddhique patriotique fut fondée en 1953 à Pékin avec pour président Maître Yuányīng 圓瑛法師, et pour objectif de faciliter le contrôle des autorités communistes sur l’ensemble des activités monastiques. Après une période de restriction progressive des activités religieuses à partir de la fin de la Campagne des Cent Fleurs, suivie d’un arrêt total pendant la Révolution culturelle. Ainsi, au XXe siècle, entre les années 1950 et 1960, les ordres bouddhistes disparurent presque intégralement de Chine. Depuis la fin des années 1970, le bouddhisme connaît, comme les autres religions, une phase d’expansion sous un contrôle étroit du gouvernement de la République populaire de Chine.
Il existerait actuellement en République populaire de Chine de 70 à 150 millions de bouddhistes appartenant aux trois courants, l’immense majorité se rattachant au mahayana. Selon un recensement effectué dans les années 1990, le vajrayana (bouddhisme tibétain) comprendrait plus de sept millions de pratiquants, vivant essentiellement au Tibet, les régions tibétaines (Yunnan, Sichuan, Qinghai, Gansu), la Mongolie-Intérieure et aussi au Xinjiang. C’est la religion la plus répandue chez les nationalités tibétaine, mongole, Yugur, Monba, Lhoba et Tu ; l'école la plus présente est gelugpa, dont le chef est le Dalaï lama, qui fut forcé de s’exiler en Inde en 1959. Le gouvernement chinois contrôle actuellement les deux candidats à la succession du précédent Panchen lama : Gyancain Norbu, un enfant qui fut désigné par Pékin et Gedhun Choekyi Nyima, un enfant qui fut désigné par le Dalaï lama, et enlevé 3 jours plus tard par les autorités chinoises en 1995.
Le Bouddhisme hīnayāna, parfois appelé bouddhisme de Pali, ou plus précisément, le theravāda qui en découle, compte pour sa part plus d’un million de pratiquants vivant au sud du Yunnan : ethnies Dai, Achang, Blang, Wa, Derung et Jingpo.
Avant 1949, il existait de grands temples publics accueillant tous ceux qui venaient se consacrer à l’étude et à la pratique à l’écart du monde, et des temples privés abritant souvent d’autres dieux, dont les moines ou nonnes fournissaient de nombreux services religieux à la population. De nos jours, tous les temples doivent subvenir à leurs besoins, grâce au tourisme par exemple, et se montrer utiles à la société. Certains ont été restaurés à l’aide de dons provenant de temples japonais.
En 2024, le 6e Forum mondial du bouddhisme s'est tenu dans la province chinoise du Zhejiang. Cet évènement majeur était organisé conjointement par l'Association bouddhiste de Chine et l'Association chinoise de communication sur la culture religieuse. Gyancain Norbu, désigné par Pékin comme le 11e panchen-lama, fût présent sur les éditions précédentes et soulignait la bienveillance du gouvernement chinois à l'égard du bouddhisme.D'autre part, Claire Vidal, maîtresse de conférences à l’université Lumière-Lyon 2, affiliée à l’Institut d’Asie orientale décrit cet évènement religieux comme un instrument diplomatique pour le gouvernement de Pékin sur son territoire comme à l'international.

## Contribution artistique
Le bouddhisme a laissé en Chine un important héritage artistique dont une partie appartient au Patrimoine mondial de l’UNESCO : grottes de Mogao, grottes de Longmen et grottes de Yungang, sculptures rupestres de Dazu, Paysage panoramique du mont Emei, et le paysage panoramique du Bouddha géant de Leshan datant du VIIIe siècle, le plus grand au monde. Le Palais du Potala construit par Lobsang Gyatso, 5e dalaï-lama est un exemple d'architecture spécifiquement tibétaine. Le Mont Wutai, dans la province du Shanxi, près de Pékin, mélange différents édifices du bouddhisme tibétain et bouddhisme chan des Hans, au même titre que le mont Emei, dans la province du Sichuan.